# Popland!
Popland!, est une telenovela colombienne pour adolescents diffusée en 2011 par MTV Amérique latine.

## Distribution

### Roles principaux
- Sara Cobo : Carla Vive[1]
- Jon Ecker : Aaron "Ari" Morales[2]
- Manuela González : Katherina "K" McLean / Carla Gómez[3],[4]
- Ricardo Abarca : Diego Mesán[5]

### Rôles secondaires
- Juan Alejandro Gaviria : Guillermo "Guille" Jope [6]
- Pedro Pallares : Horacio McLean / Gastón Fernández[7]
- Sebastián Vega : Guga Mortols[8]
- Camila Zárate : Trinidad "Trini" González-Catan[9]
- Mariana Balsa : Penélope "Peny" Cárdenas[10]
- Biassini Segura : Quintino Reguera[11]
- Daniel Tovar : Jerónimo Bolaño[12]
- Lukas Cristo : Danny Britone[13]
- Giovanna del Portillo : Fernanda Achával[14]
- Jery Sandoval : Nicole Martin[15]

### Participations spéciales
- Pablo Holman : Pato Monseñor
- Zair Montes : Alexa
- Diana Neira : Olivia
- Maria Luisa Flores : Carla Romano
- Vida Torres : Sofi
- Estefany Escobar : Lisa
- Santiago Cepeda : Pepe
- Jéssica Sanjuán : Nina Sandoval

### Sources
- (es) Cet article est partiellement ou en totalité issu de l’article de Wikipédia en espagnol intitulé « Popland! » (voir la liste des auteurs).